# چویرول هودا
چویرول هودا (به انگلیسی: Choirul Huda؛ ۲ ژوئن ۱۹۷۹ – ۱۵ اکتبر ۲۰۱۷) بازیکن فوتبال اهل اندونزی بود.
وی تمام دوران فوتبال خود را در باشگاه فوتبال پرسلا لامونگان گذراند.

## مرگ
هودا پس از یک حادثه در بازی مقابل سمن پادانگ در جریان سوپر لیگ فوتبال اندونزی در ۱۵ اکتبر ۲۰۱۷، جان خود را از دست داد. او هنگام تلاش برای جمع کردن توپ، با هم تیمی خود، رامون مسکیتا، برخورد کرد و به قفسه سینه‌اش ضربه وارد شد. امدادگران بلافاصله او را تحت درمان اضطراری قرار دادند. یک امدادگر گفت که او پس از این حادثه همچنان هوشیار بود و از درد قفسهٔ سینه شکایت داشت، اما خیلی زود وضعیتش وخیم شد و بعداً بر اثر جراحات وارده در بیمارستان محلی جان باخت.
به گفتهٔ یک پزشک در بیمارستان محلی، وی از ناحیهٔ قفسهٔ سینه و فک پایین آسیب دید که باعث هیپوکسی و در نهایت منجر به مرگش شد.